# Quán cà phê hoàng tử
Quán cà phê hoàng tử (tiếng Hàn: 커피프린스 1호점; Romaja: Keopipeurinseu 1 Hojeom; là một bộ phim truyền hình Hàn Quốc 2007 với sự tham gia của diễn viên Yoon Eun-hye, Gong Yoo, Lee Sun-kyun và Chae Jung-an. Dựa trên tiểu thuyết cùng tên của Lee Sun-mi, phim được chiếu trên MBC từ 2 tháng 7 đến 28 tháng 8 năm 2007 vào mỗi thứ 2&3 lúc 21:55 gồm 17 tập.
Tại Việt Nam, phim từng được TVM Corp. mua bản quyền và phát sóng trên kênh HTV3.

## Phân vai
- Yoon Eun-hye vai Go Eun-chan[2][3][4]
- Gong Yoo vai Choi Han-kyul
- Lee Sun-kyun vai Choi Han-sung
- Chae Jung-an vai Han Yoo-joo
- Lee Eon vai Hwang Min-yeop
- Kim Dong-wook vai Jin Ha-rim
- Kim Jae-wook vai Noh Sun-ki
- Kim Chang-wan vai Hong Gae-shik
- Kim Young-ok vai bà của Han-kyul và Han-sung
- Kim Ja-ok vai mẹ của Han-kyul'
- Choi Il-hwa vai ba của Han-kyul
- Han Ye-in vai Go Eun-sae
- Park Won-sook vai mẹ của Eun-chan
- Lee Han-wi vai Mr. Ku
- Kim Jung-min vai DK
- Ban Hye-ra vai mẹ của Yoo-joo
- Nam Myung-ryul vai ba ruột của Han-kyul
- Han Da-min vai Han-byul

## Đánh giá tập
| Ngày       | Tập        | Toàn quốc | Seoul       |
| ---------- | ---------- | --------- | ----------- |
| 2-7-2007   | 1          | 14.4% (7) | 15.5% (7)   |
| 3-7-2007   | 2          | 15.3% (7) | 16.2% (7)   |
| 9-7-2007   | 3          | 18.1% (6) | 18.6% (5)   |
| 10-7-2007  | 4          | 19.0% (4) | 19.8% (4)   |
| 15-7-2007  | 5          | 19.3% (3) | 20.1% (2)   |
| 17-7-2007  | 6          | 23.2% (2) | 23.9% (2)   |
| 23-7-2007  | 7          | 25.2% (2) | 25.3% (2)   |
| 24-7-2007  | 8          | 26.8% (2) | 28.1% (2)   |
| 30-7-2007  | 9          | 25.2% (2) | 26.2% (2)   |
| 31-1-2007  | 10         | 25.9% (2) | 27.3% (2)   |
| 6-8-2007   | 11         | 28.4% (2) | 30.8% (1)   |
| 7-8-2007   | 12         | 29.9% (2) | 31.4% (2)   |
| 13-8-2007  | 13         | 29.3% (2) | 32.1% (2)   |
| 14-8-2007  | 14         | 28.1% (2) | 30.5% (2)   |
| 20-8-2007  | 15         | 27.1% (2) | 29.0% (2n:) |
| 21-8-2007  | 16         | 28.5% (2) | 30.8% (1)   |
| 27-8-2007  | 17         | 27.7% (2) | 29.5% (2)   |
| Trung bình | Trung bình | 24.2%     | 25.6%       |

Nguồn: TNS Media Korea

## Giải thưởng và đề cử
| Năm  | Giải                                       | Thể loại                      | Người nhận                    | Kết quả   |
| ---- | ------------------------------------------ | ----------------------------- | ----------------------------- | --------- |
| 2007 | MBC Drama Awards                           | Best Couple Awards            | Yoon Eun-hye và Gong Yoo      | Đề cử     |
| 2007 | MBC Drama Awards                           | Best Couple Awards            | Chae Jung-an và Lee Sun-kyun  | Đề cử     |
| 2007 | MBC Drama Awards                           | Popularity Award, Actor       | Gong Yoo                      | Đề cử     |
| 2007 | MBC Drama Awards                           | Popularity Award, Actress     | Yoon Eun-hye                  | Đề cử     |
| 2007 | MBC Drama Awards                           | Best New Actor                | Lee Eon                       | Đề cử     |
| 2007 | MBC Drama Awards                           | PD Award                      | Kim Chang-wan                 | Đoạt giải |
| 2007 | MBC Drama Awards                           | Excellence Award, Actor       | Gong Yoo                      | Đoạt giải |
| 2007 | MBC Drama Awards                           | Excellence Award, Actor       | Lee Sun-kyun                  | Đề cử     |
| 2007 | MBC Drama Awards                           | Excellence Award, Actress     | Chae Jung-an                  | Đề cử     |
| 2007 | MBC Drama Awards                           | Top Excellence Award, Actress | Yoon Eun-hye                  | Đoạt giải |
| 2007 | MBC Drama Awards                           | Best Drama                    | The 1st Shop of Coffee Prince | Đề cử     |
| 2008 | 44th Baeksang Arts Awards                  | Best Screenplay (TV)          | Lee Jung-ah, Jang Hyun-joo    | Đề cử     |
| 2008 | 44th Baeksang Arts Awards                  | Best New Director (TV)        | Lee Yoon-jung                 | Đoạt giải |
| 2008 | 44th Baeksang Arts Awards                  | Best Actress (TV)             | Yoon Eun-hye                  | Đoạt giải |
| 2008 | 44th Baeksang Arts Awards                  | Best Drama                    | Quán cà phê hoàng tử          | Đề cử     |
| 2008 | 20th Korea PD (Production Director) Awards | Best Drama                    | Quán cà phê hoàng tử          | Đoạt giải |

## Original soundtrack
| Album | Danh sách Track |
| --- | --- |
| OST Quán cà phê hoàng tử - Phát hành: 26 tháng 7 năm 2007 - Nghệ sĩ:nhiều nghệ sĩ - Định dạng: 1CD - Tiêu đề: Pony Canyon Korea                                                  | Tracklisting 1. Lalala, It's Love! - The Melody 2. White Love Story - As One 3. How About a Cup of Coffee? - Humming Urban Stereo feat. Yozoh 4. Go Go Chan!! - Tearliner feat. Yozoh 5. How About a Cup of Coffee? (Guitar Inst.) 6. For a While - MNI Min-jae 7. Mocha - Casker 8. Ocean Voyage (Choi Han-sung ver.) - Lee Sun-kyun 9. 햇살 한 조각 (Inst.) 10. Polly - The Melody 11. 알콩달콩 (Inst.) 12. Ocean Voyage - Tearliner 13. Double Shot - Casker 14. 좋은 기억 (Inst.) 15. 바람에 살며시 앉다 (Ocean Voyage Piano ver.) - Oh Soo-kyung 16. Go Go Chan!! (On-Air ver.) - Tearliner feat. Yozoh |
| Soundtrack từ Quán cà phê hoàng tử - Phát hành: 14 tháng 9 năm 2007 - Nghệ sĩ: nhiều nghệ sĩ - Music compiled and selected by Tearliner - Định dạng: 2CD - Tiêu đề: Pastel Music | Tracklisting CD1 1. Love Is Weaken When It Comes Out of Mouth - Low-end Project 2. "A Reunion and a Bagel" - Yoo-joo & Han-sung's Dialogue 3. Good Bye - The Melody 4. May - Belle Epoque 5. Again (Acoustic Ver.) - Cloud Cuckoo Land 6. A Desired Confession - Casker 7. Gazer Razer (Studio Live Ver.) - Tearliner 8. "Making Up" - Eun-chan & Han-kyul's Dialogue 9. Make up - Adult Children 10. I'll Be a Virgin, I'll Be a Mountain - Maximilian Hecker 11. November - Fanny Fink 12. "Eun-chan Cries Out Loud" - Eun-chan's Dialogue 13. Rain Coat - Tearliner 14. To the Top - Misty Blue 15. "Han-kyul Decides to Send Eun-chan Overseas" - Eun-chan & Han-kyul's Dialogue 16. Alien - Arco CD2 1. "Han-kyul's Confession" - Han-kyul's Dialogue 2. Sad Thing - Adult Child 3. "Brotherhood" - Eun-chan & Han-kyul's Dialogue 4. I Messed Up The Relationship - Low-end Project 5. Oh My Gosh! - Kim Chang-wan 6. Coffee is - Cloud Cuckoo Land 7. Running - Donawhale 8. "A Maturing Love" - Eun-chan & Han-kyul's Dialogue 9. A Good Person - Fanny Fink 10. Wishy-Washy Boy - Tearliner 11. Last Arpeggios - Bluedawn 12. "The Discovery of Love" - Eun-chan & Han-kyul's Dialogue 13. Balloons & Champagne - Ephemera 14. Novaless - Tearliner 15. "Eun-chan, Come Quickly! Eun-chan, I Miss You!" - Han-kyul's Dialogue 16. Perfect World (Restraint) - Arco 17. Space Island (Moon Version) - Tearliner |

## Làm lại
Năm 2012,một kênh truyền hình ở Thái Lan và Philippines làm lại,